# Singen
Singen (Alemannic thấp: Singe) là một đô thị nằm ở phía nam bang Baden-Württemberg, thuộc huyện Konstanz,  Đức.